# Tránh va chạm với tiểu hành tinh

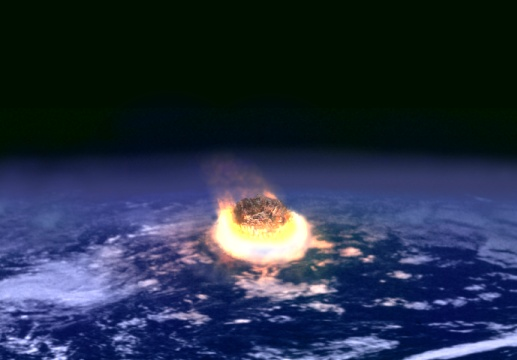
Ấn tượng của nghệ sĩ về một sự kiện tác động lớn. Vụ va chạm giữa Trái Đất và một tiểu hành tinh có đường kính vài km sẽ giải phóng một nguồn năng lượng tương đương với vụ nổ đồng thời vài triệu vũ khí hạt nhân.

Tránh va chạm với tiểu hành tinh bao gồm một loạt các biện pháp chuyển hướng các vật thể gần Trái Đất để tránh các vụ va chạm mang tính hủy diệt đối với Trái Đất. Một tác động đủ lớn từ một tiểu hành tinh hoặc các vật thể gần Trái Đất khác sẽ gây ra sóng thần lớn, nhiều cơn bão và một mùa đông va chạm từ tác động này sẽ ngăn ánh sáng mặt trời, một lượng lớn bụi đá bị nghiền nát cùng các mảnh vụn khác do tác động va chạm tạo ra sẽ được đẩy vào tầng bình lưu của khí quyển.
Một vụ va chạm cách nay 66 triệu năm giữa Trái Đất và một vật thể có đường kính khoảng 10 km được cho là đã tạo ra hố Chicxulub và sự kiện tuyệt chủng kỷ Phấn trắng – Paleogen, là nguyên nhân chính cho sự tuyệt chủng của hầu hết các loài khủng long.
Mặc dù khả năng xảy ra va chạm lớn là rất thấp trong thời gian tới, nhưng chắc chắn cuối cùng nó vẫn sẽ xảy ra ngoại trừ cho đến lúc đó có các biện pháp ngăn chặn. Các sự kiện thiên văn như va chạm của sao chổi Shoemaker-Levy 9 với Sao Mộc và va chạm thiên thạch Chelyabinsk vào Trái Đất năm 2013, cùng với một số lượng lớn vật thể ngày càng nhiều trên Bảng rủi ro Sentry đã thu hút sự chú ý đối với các mối đe dọa này.
Năm 2016, một nhà khoa học của NASA đã cảnh báo rằng Trái Đất hiện tại không được chuẩn bị cho một sự kiện như vậy. Vào tháng 4 năm 2018, Quỹ B612 đã báo cáo "Chắc chắn 100% chúng ta sẽ bị tấn công [bởi một tiểu hành tinh tàn phá], nhưng chúng ta không chắc chắn 100% khi nào." Cũng trong năm 2018, nhà vật lý Stephen Hawking viết trong cuốn sách cuối cùng của mình Brief Answers to the Big Questions, ông ghi rằng một vụ va chạm của tiểu hành tinh là mối đe dọa lớn nhất đối với Trái Đất. Một số cách tránh tác động của tiểu hành tinh đã được mô tả. Tuy nhiên, vào tháng 3 năm 2019, các nhà khoa học đã báo cáo các tiểu hành tinh có thể khó phá hủy hơn nhiều so với báo cáo trước đó. Ngoài ra, một số tiểu hành tinh có thể tự hội tụ các mảnh vỡ của nó lại nhờ tác động của trọng lực sau khi nó bị phá vỡ.